# Корна (Сондрио)
Корна је насеље у Италији у округу Сондрио, региону Ломбардија.
Према процени из 2011. у насељу је живело 23 становника. Насеље се налази на надморској висини од 391 м.